# شهادة ميلاد

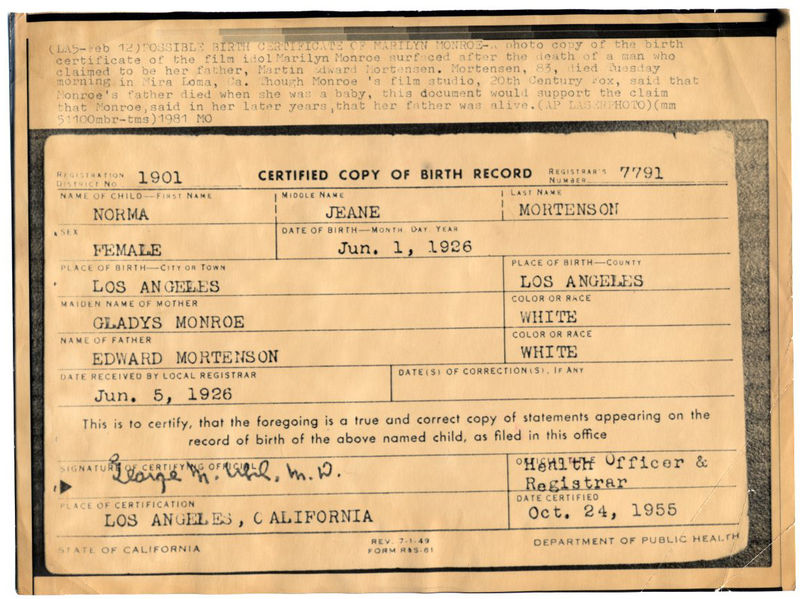
شهادة الميلاد

شهادة الميلاد، وهي شهادة يتم إصدارها من قبل الدولة للفرد ويوجد فيها معلومات عن تاريخ وساعة الميلاد واسم المولود ولقبه واسم الأم والأب وجنس المولود ومكان الميلاد.